# Canal Ben Gourion
 (février 2025).

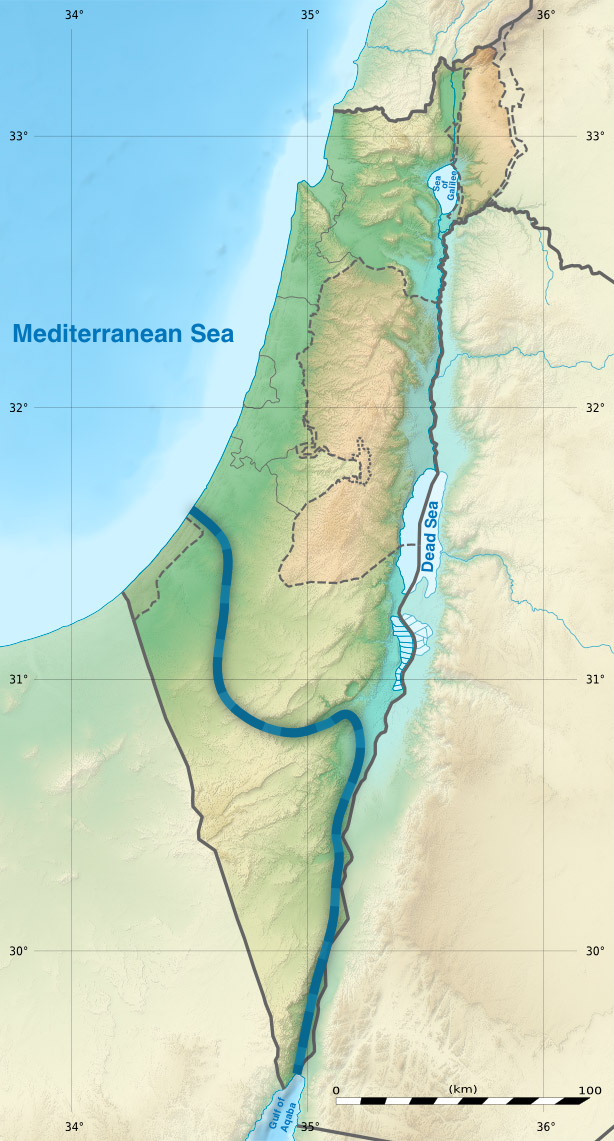
Carte topographique d'Israël avec le tracé du canal.

Le canal Ben Gourion — du nom de David Ben Gourion, père fondateur d'Israël et son premier Premier ministre — ou canal israélien est un projet de canal d'Israël, dans le sud d'Israel, entre le golfe d'Aqaba et la mer Méditerranée à travers le Néguev.

## Caractéristiques
Le projet prévoit qu'il relie le golfe d'Aqaba au niveau d'Eilat à la mer Méditerranée au niveau d'Ashkelon, au nord de la bande de Gaza. Avec une longueur de 182 mi (292,9 km), il serait presque une fois et demi plus long que le canal de Suez qui mesure 120,1 mi (193,3 km). Son coût est estimé entre 16 et 55 milliards de dollars américains.
Son intérêt est de proposer une alternative au canal de Suez, en Égypte, et qui a déjà connu de nombreuses perturbations au cours de son histoire, comme sa première fermeture en 1956 et 1957, sa seconde fermeture entre 1967 et 1975 et son obstruction en 2021.

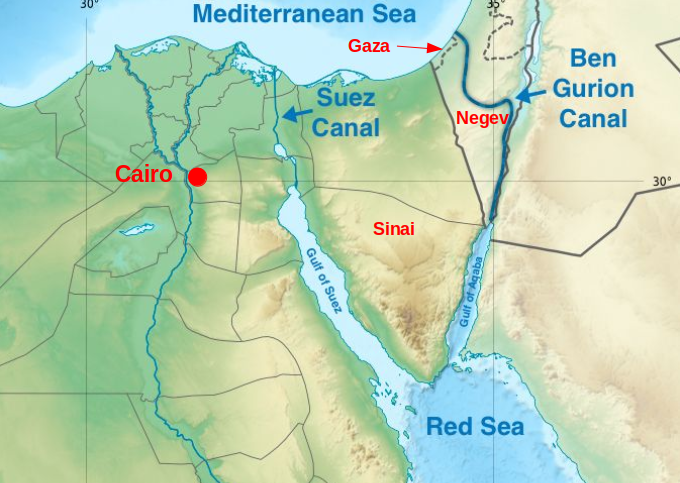
Carte topographique du nord-est de l'Égypte avec les emplacements du canal de Suez et du canal Ben Gurion.
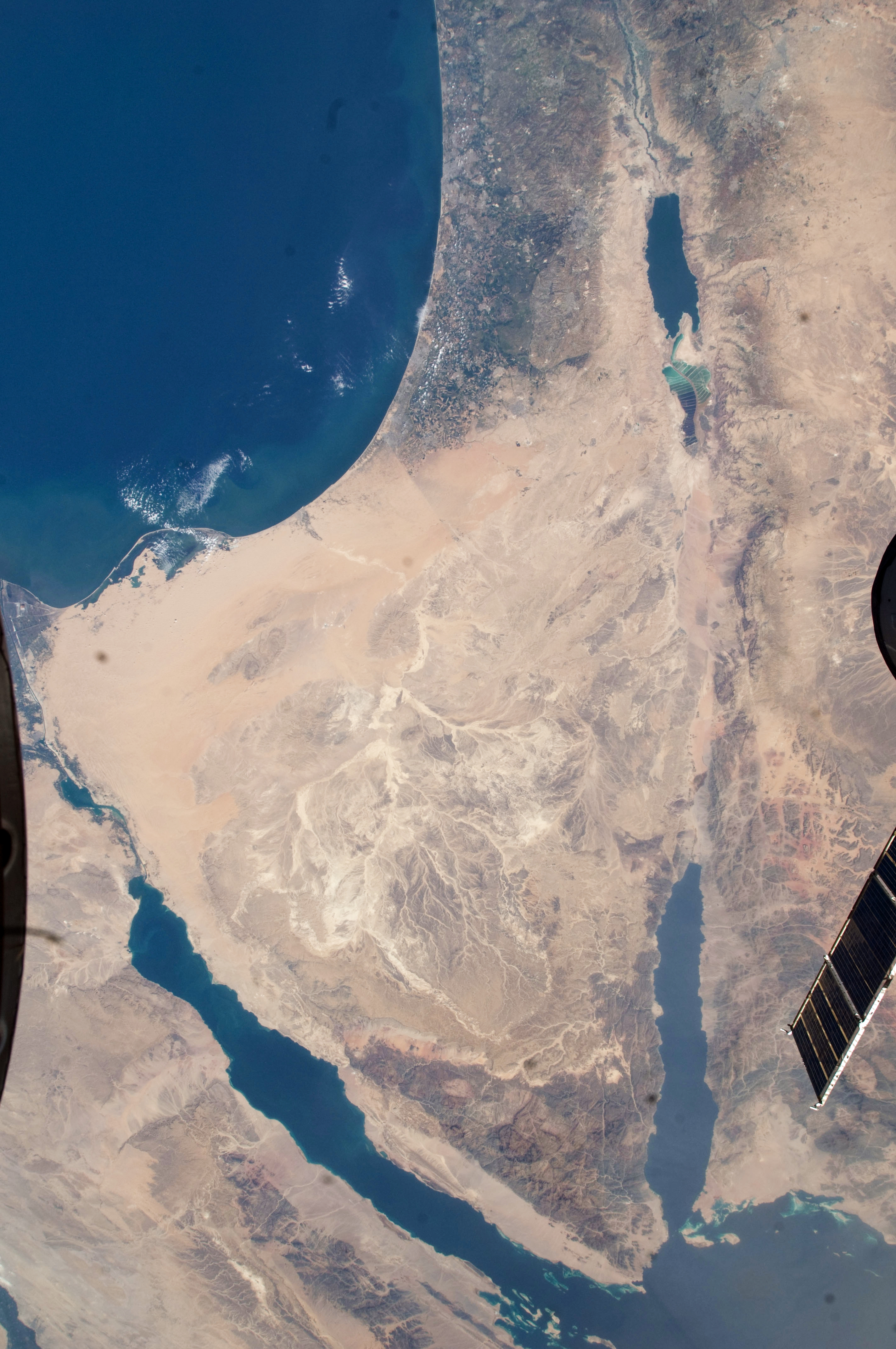
Image satellite du Sinaï et du sud d’Israël avec le canal de Suez sur la gauche.
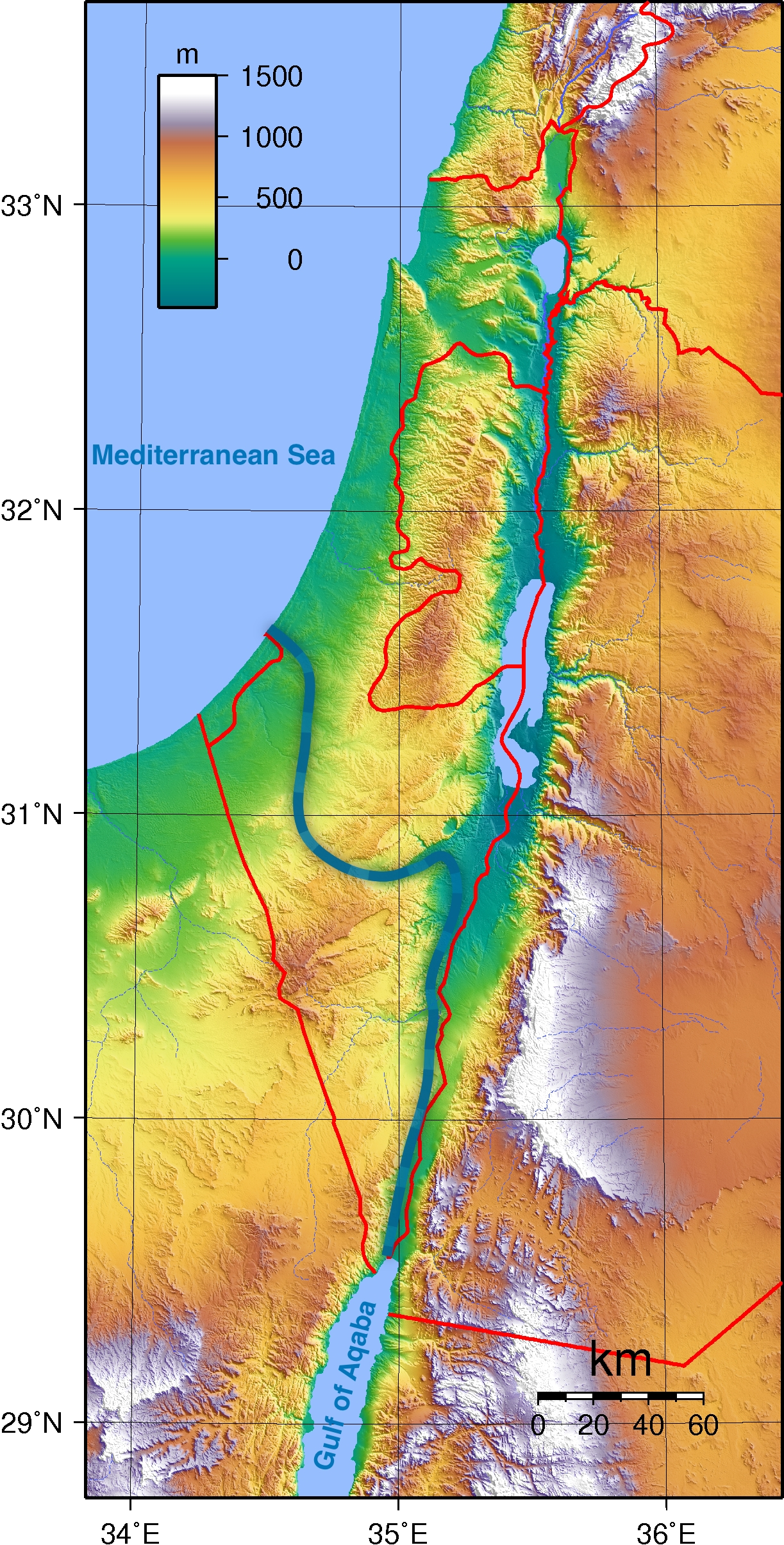
Carte topographique d'Israël avec le tracé du canal.
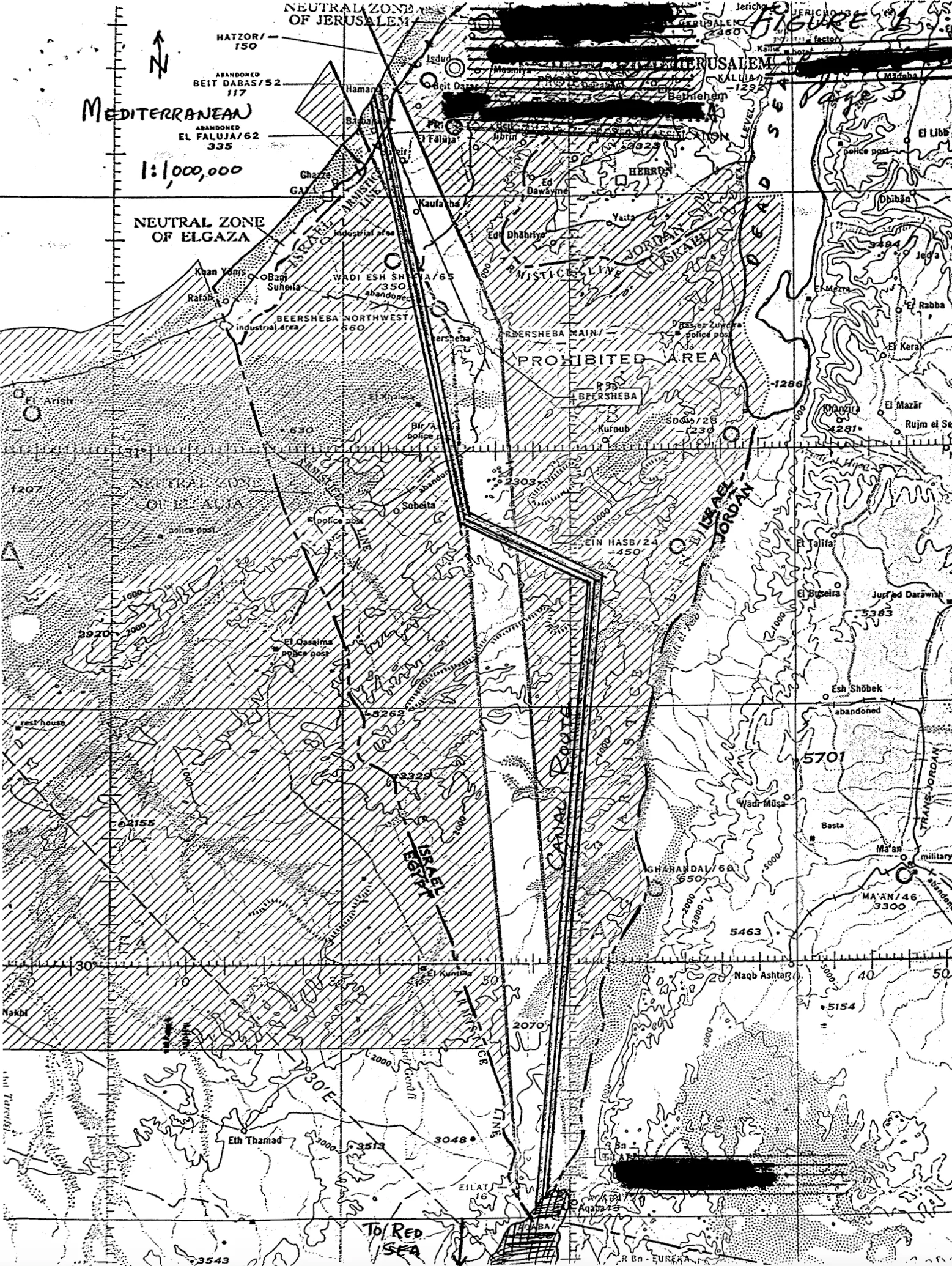
Carte du projet en 1963.